# 松平仙千代
松平 仙千代（まつだいら せんちよ）は、安土桃山時代の人物。徳川家康の八男。母は側室・相応院（亀）で、尾張徳川家始祖・徳川義直の同母兄。家康の重臣平岩親吉の養子。徳川仙千代、平岩仙千代とも。

## 生涯
文禄4年（1595年）、伏見で生まれた。利発で可愛らしい子であったとされる。
慶長4年（1599年）、5歳のとき、家康の重臣で前橋城3万3000石を領する平岩親吉（長兄・信康の傅役で徳川十六神将の一人）に預けられ、実子のいない親吉の養子と定められた。
同年、豊臣政権の政務を掌握して大坂城に入城した家康に従った親吉とともに大坂に移ったが、翌5年（1600年）2月に大坂で6歳の幼さで病死した。名医が集められて治療されたが快癒しなかったという。
法名は高岳院殿華窓林陽大童子。実父の家康により大坂天王寺（現在の大阪府大阪市天王寺区）の一心寺に葬られた。また、養父の親吉は上野国前橋から甲斐国甲府、尾張国犬山と所領を移封されるごとに前橋、甲府、清洲に墓所を設け、清洲城から名古屋城への移転により愛知県名古屋市東区の高岳院が菩提寺として現存する。高岳院の墓所は現在では平和公園に移されている。
仙千代の死去時に母のお亀の方は懐妊中であり、慶長5年11月（1601年1月）に同母弟の五郎太丸（義直）が生まれた。家康の命により親吉は義直にも引き続き奉仕し、自身の甥や家臣の子弟を小姓として仕えさせた。天下人となった家康は義直を徳川氏の分家として処遇し、親吉の養子とはしなかったが、慶長8年（1603年）に親吉が城代として預かる甲府藩を義直に与え、親吉を傅役とした。これにより親吉は主君の同母兄の養父という立場から義直の准父と称し、幼い義直に代わって甲府藩、尾張藩の藩政を執行したが、仙千代に代わる養嗣子を立てなかったため、慶長16年12月（1612年1月）の親吉の死をもって平岩家は断絶した。